# Astronautika u 2020.
◄◄ | ◄ | 2017. | 2018. | 2019. | 2020.  | 2021. | 2022. | 2023. | ► | ►►
Arhitektura • Astronautika • Astronomija • Biologija • Film • Fotografija • Glazba • Kazalište • Kemija • Kiparstvo • Knjige • Književnost • Kršćanstvo • Meteorologija • Medicina • Planinarstvo • Politika • Pravo • Promet • Slikarstvo • Strip • Šport • Televizija • Znanost • Zrakoplovstvo • Željeznički promet
Astronautika u 2020.

## Svemirske letjelice

### Orbitalne i suborbitalne letjelice
- 30. siječnja – NASA umirovila svemirski teleskop Spitzer.[1][2][3]

### Letovi prema Mjesecu i tijelima Sunčevog sustava
- 23. studenoga − lansiran kineski sletač Chang'e 5
- 1. prosinca − Chang'e 5 sletio na Mjesec
- 12. prosinca − Chang'e 5 se vratio na Zemlju s uzorcima mjesečevog tla

## Vanjske poveznice
|  | Zajednički poslužitelj ima još gradiva o temi Svemirski letovi u 2020. |